# Urava Red Diamonds
Az Urava Red Diamonds (japánul: 浦和レッドダイヤモンズ) hivatásos japán labdarúgócsapat a J. League első osztályában, Szaitama városából.

## Története
1950-ben a Mitsubishi Heavy Industries megalapította a klubot Kóbeban. A klub székhelye átkerült a japán fővárosba, Tokióna 1958-ban.
2023. december 19-én 3–0-ás vereséget szenvedtek a Manchester City FC-től a 2023-as FIFA-klubvilágbajnokság elődöntőjében.

## Sikerlista

### Hazai
- Japán bajnok: 1969, 1973, 1978, 1982, 2006
- Császár Kupa: 1971, 1973, 1978, 1980, 2005, 2006

### Nemzetközi

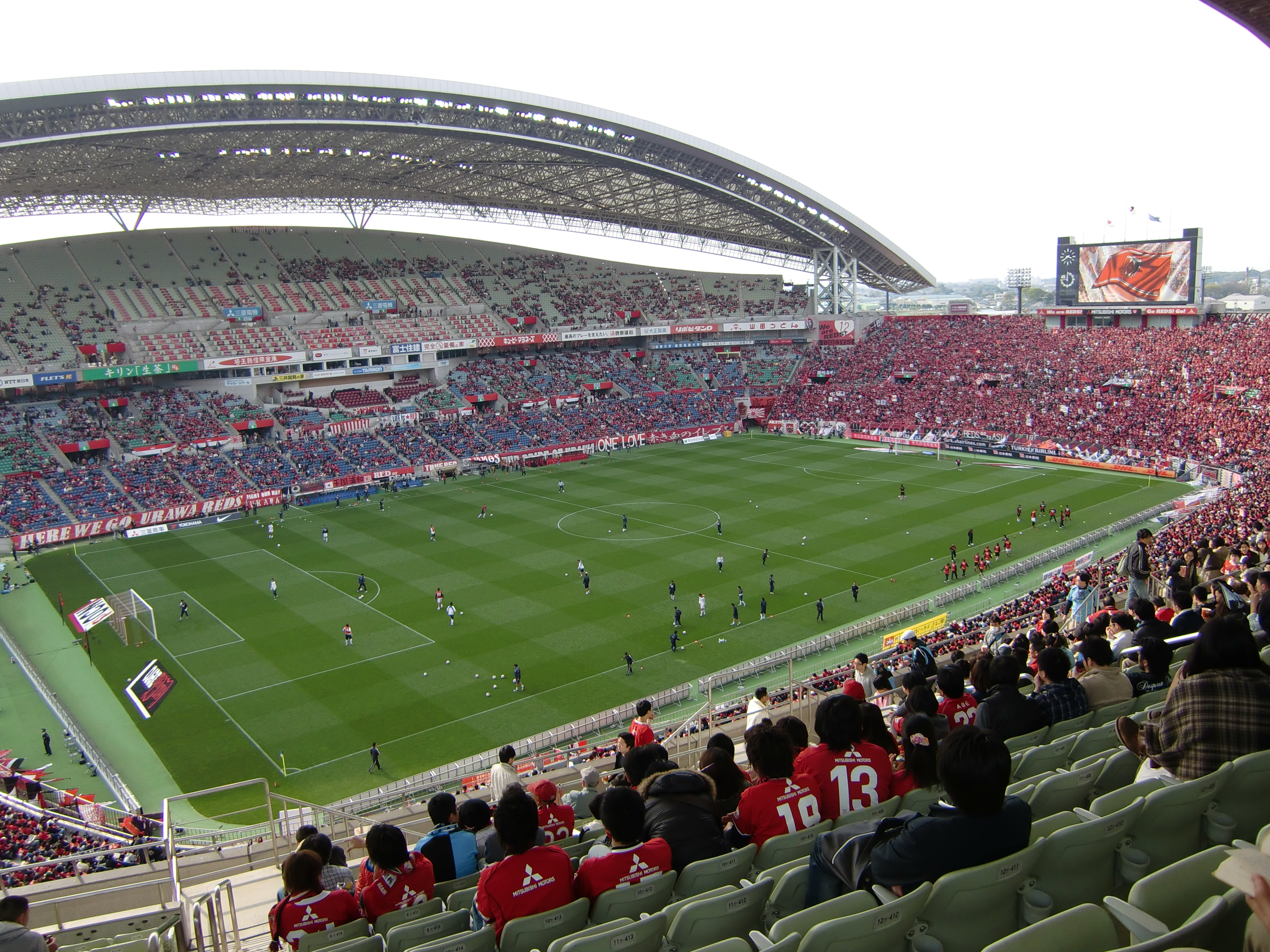
A Szaitama Stadion

- AFC-bajnokok ligája: 2007, 2017

## Játékoskeret
2015. január 20-tól
| #  |     | Poszt | Név              |
| -- | --- | ----- | ---------------- |
| 1  | JPN | K     | Nisikava Súszaku |
| 2  | JPN | V     | Kenichi Kaga     |
| 3  | JPN | KP    | Tomoya Ugajin    |
| 4  | JPN | V     | Daisuke Nasu     |
| 5  | JPN | V     | Tomoaki Makino   |
| 7  | JPN | KP    | Tsukasa Umesaki  |
| 8  | JPN | KP    | Kasivagi Jószuke |
| 11 | JPN | CS    | Naoki Ishihara   |
| 13 | JPN | KP    | Szuzuki Keita    |
| 14 | JPN | V     | Tadaaki Hirakawa |
| 15 | JPN | K     | Koki Otani       |
| 16 | JPN | KP    | Takuya Aoki      |
| 17 | JPN | V     | Nagata Micuru    |
| 18 | JPN | KP    | Shuto Kojima     |

| #  |     | Poszt | Név                                          |
| -- | --- | ----- | -------------------------------------------- |
| 19 | JPN | CS    | Yuki Muto                                    |
| 20 | JPN | CS    | Rí Tadanari                                  |
| 21 | SVN | CS    | Zlatan Ljubijankič                           |
| 22 | JPN | KP    | Abe Júki                                     |
| 23 | JPN | K     | Nao Iwadate (kölcsönben a Mito HollyHocktól) |
| 24 | JPN | KP    | Takahiro Sekine                              |
| 25 | JPN | KP    | Shota Saito                                  |
| 27 | JPN | V     | Rikiya Motegi                                |
| 30 | JPN | CS    | Shinzo Koroki                                |
| 31 | JPN | CS    | Toshiyuki Takagi                             |
| 33 | JPN | V     | Wataru Hashimoto                             |
| 36 | JPN | V     | Takuya Okamoto                               |
| 46 | JPN | V     | Morivaki Rjóta                               |